# Голод у Південному Судані (2017)

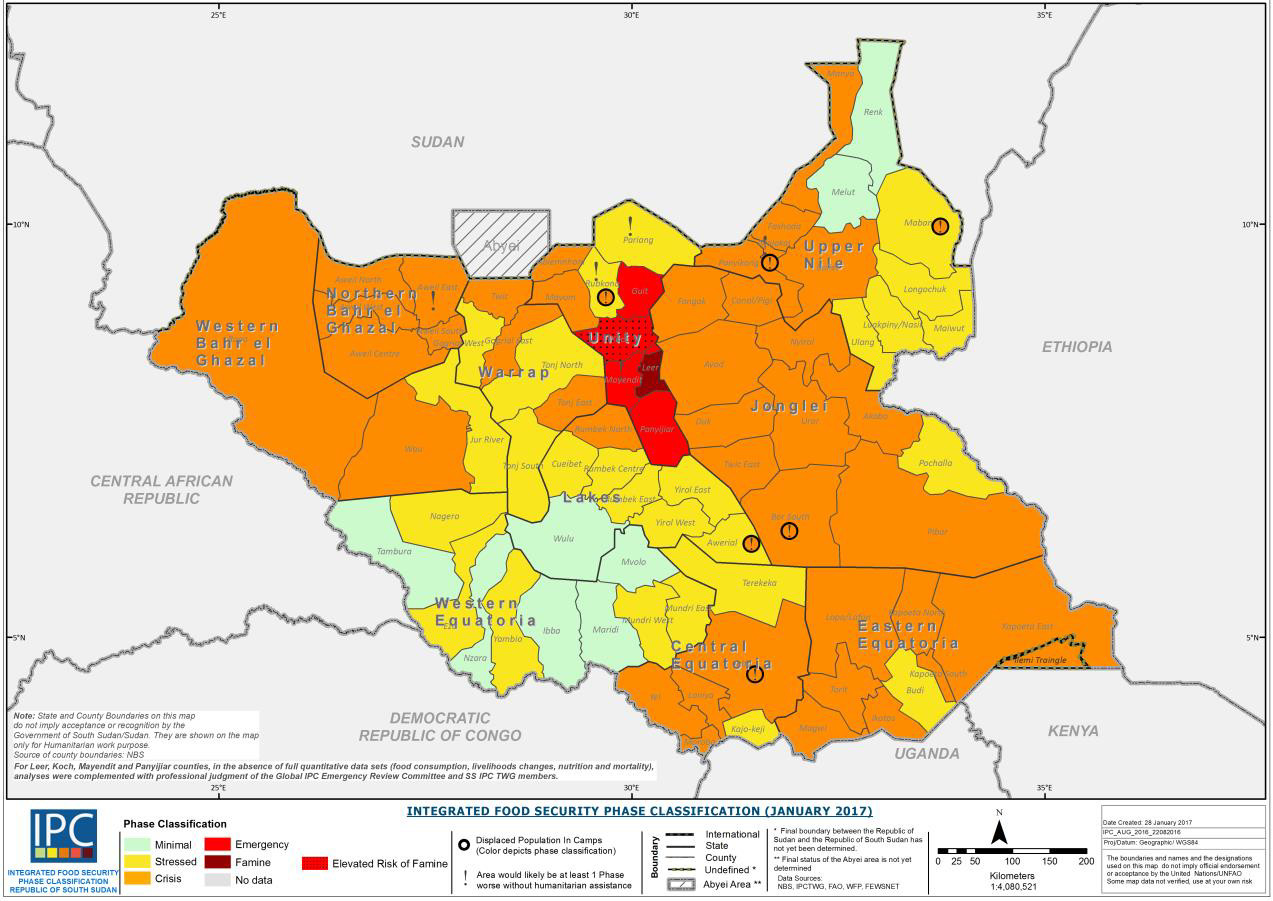
Карта голоду в Південному Судані з класифікацією від 1 до 5 (мінімальний, напружений, криза, надзвичайний, голод). Голод офіційно був оголошений у штаті Ель-Вахда (темно-червоний)

З початку 2017 року частини Південного Судану переживають голод після декількох років нестабільності поставок продовольства в країну, викликаних війною і посухою. Голод в основному зосереджений в північній частині країни. За оцінками, голод зачепив п'ять мільйонів осіб (приблизно 50 % населення Південного Судану).

## Передумови
Південний Судан проголосив незалежність 2011 року. 1998 року, коли країна ще боролася за незалежність від Судану, на території сучасного Південного Судану померли від голоду, за різними даними, від 70 до кількох сотень тисяч жителів.
Від 2013 року Південний Судан перебував у стані громадянської війни: між собою воювали народність дінка, на чолі якої президент Південного Судану Салва Киїр, та народність нуер і опозиція. Відтоді економічна ситуація в країні похитнулася й погіршувалася з кожним роком. Через збройний конфлікт у регіоні загинули тисячі людей, понад 2 млн стали вимушеними переселенцями.
Збройний конфлікт у Південному Судані істотно підірвав сільськогосподарське виробництво і рівень життя сільського населення. Сплеск насильства в липні 2016 року збільшив розвал системи виробництва, в тому числі в раніше стабільних областях. Різке зростання інфляції — до 800 % в рік — також завдало удару по постраждалих провінціях, які традиційно покладаються на місцеві ринки.

## Голод
Про голод у лютому 2017 року оголосила Організація Об'єднаних Націй. Це перший випадок за останні шість років, коли ООН оголосила в країні становище масового голоду. Голод оголошується, якщо через нього помирають щонайменше дві людини в день на кожні 10 тис. населення, а 20 % населення страждають від сильного недоїдання.
За даними ООН, близько мільйона жителів Південного Судану перебувають на межі голоду, з них понад 250 тисяч — діти. Всього від недоїдання в Південному Судані страждало 40 % населення країни, або 4,9 млн осіб.
Найбільш складна ситуація з продовольством — у штаті Ель-Вахда на півночі країни. Незважаючи на зусилля гуманітарних організацій, продовольства, що поставляється в Південний Судан, не вистачає для того, щоб допомогти всім голодуючим.